# Partido Humanista de Uruguay
El Partido Humanista Uruguayo se fundó el sábado 23 de mayo de 1998 en Montevideo, Uruguay. Está integrado como parte del partido político Unidad Popular, y participa del lema 1969.

## Historia
La primera fundación del Partido Humanista en Uruguay, fue concomitante con el surgimiento de los partidos humanistas, derivados del pensamiento de Silo (Mario Luis Rodríguez Cobos). Eso ocurrió en el año 1984. Esos primeros grupos del PH lograron en ese momento, desarrollarse mínimamente e insertarse en la vida política del Uruguay. 
Hacia el año 1990, los militantes del PH no lograban mantener una actividad propia y muchos de ellos, se incluyeron en diferentes grupos del Frente Amplio o habían dejado por el momento la actividad en el Partido Humanista, e impulsaban otra organización derivada del pensamiento de Silo (La Comunidad para el Desarrollo Humano, que trabaja a nivel social y cultural). Entre los humanistas que participaron en esos años se encuentran Mónica Ramírez y Damian Correa, candidatos por el Partido Humanista en las pasadas elecciones de 2014-2015.
Luego del intento de reactivar el Humanismo en Uruguay, principalmente por varios humanistas que vivían en Argentina, hacia febrero de 1998; un grupo de humanistas que vivían en ese país y que integraban dos uruguayos, decidió impulsar la refundación del PH en Uruguay, con un plan de sostenimiento de local y actividades mínimamente por dos años.
Durante ese lapso se financió desde Buenos Aires, con aportes personales, el alquiler de un ámbito que se utilizaba como local en la calle Galicia, entre Paraguay y Av. del Libertador. Esa fue la base física de la refundación del PH en Uruguay. Andrea Maciel residente en Argentina se instaló en Montevideo a vivir y Daniel Rocca viajaba habitualmente participando en la formación de los militantes que se integraban en esos momentos. El grupo de apoyo que residía en Buenos Aires estaba integrado por: Santiago Rocca, Natalia Álvarez, Natalia Quiroz, Solange Herrera, Gustavo Luna, Fernando Liska Mariela Lazarte y Marcelo Arias. Esta información explica el carácter voluntario, militante e independiente de cualquier otro financiamiento que no sea el de los propios constructores de este partido, el que permitió su refundación.
En el mes de junio de 1998 en el Hotel Facal de Montevideo,  se produce la Asamblea de Refundadacion del Partido Humanista en Uruguay. En la misma participan unas 50 personas, entre otros Damián Correa, Daniel Rocca, Santiago Rocca, Lorena Casco y Roberto Mastrangelo, estos dos últimos se habían integrado, durante la campaña de afiches pegadas en Av 18 de Julio, durante la apertura de la primera actividad en el mes de febrero de 1998. En esa actividad de fundación están presentes apoyando la actividad, dos grandes amigos del Humanismo Argentino (Pablo Fernández y Jano Arrechea).
En el año 1999, a poco más de un año de su fundación, el sistema político uruguayo es modificado. Es entonces cuando comienza a regir la obligación constitucional de participar en las elecciones internas para seleccionar el candidato único presidencial por partido. El máximo órgano electoral del Uruguay, la Corte Electoral, fija una elección mínima de 500 votos en una única circunscripción nacional para participar de la primera vuelta presidencial y parlamentaria. El Partido Humanista presenta la campaña del "Contravoto" por la cual llama a impugnar los votos de dicha elección, como forma de protesta frente a dicha ley.
En las elecciones internas de junio de 2004 el candidato único para la nominación presidencial de este partido, Daniel Rocca, logra 114 votos, los cuales fueron insuficientes para participar de la elección presidencial.
Durante el primer gobierno del Frente Amplio, el Partido Humanista decide aunar esfuerzos con grupos disidentes de la antedicha coalición, y se integra al recién creado partido político Asamblea Popular en el año 2006; es entonces cuando participa con el número de lista 1969. Apoyaron la candidatura presidencial de Raúl Rodríguez, y la candidatura única al Senado de todos las agrupaciones de Asamblea Popular de Helios Sarthou mientras que los militantes Jorge Luis Mirone Conde y Daniel Rocca encabezaron la lista a Diputados.
El Partido Humanista alcanza los 1092 votos en las elecciones nacionales de octubre de 2009, lo cual corresponde a un aporte del 7,91% de la votación de Asamblea Popular.
En mayo de 2010 participó en las elecciones municipales, con un pequeño crecimiento en los dos departamentos donde presentó lista respecto a los votos obtenidos en octubre de 2009.
En Montevideo, en octubre de 2009, obtuvo 742, y en mayo del siguiente año 751 votos. En Canelones, en octubre de 2009, obtuvo 103 y en mayo del siguiente año 166 votos.

## Resultados electorales
| Año  | Candidato                                           | Votos Elección Interna | Votos Presidencial 1° Vuelta | Votos Presidencial 2° Vuelta |
| ---- | --------------------------------------------------- | ---------------------- | ---------------------------- | ---------------------------- |
| 1999 | Contravoto                                          | No participa           | no participa                 | no participa                 |
| 2004 | Walter Daniel Rocca (PH)                            | 114 votos              | no participa                 | no participa                 |
| 2009 | José Raúl Rodríguez da Silva (26M/Asamblea Popular) | 4165 votos             | 15166 votos - 0,67%          | anular                       |
| 2014 | Gonzalo Abella García (Lista 1969, Unidad Popular)  | Pendiente              | 3353 votos                   | anular                       |